# Микола Радзивілл (Старий)
Мико́ла Радзиві́лл «Стари́й», Микола Радзивіллович (пол. Mikołaj Radziwiłłowicz Stary, лит. Mikalojumi Radvila Senuoju ; бл. 1440 — 16 липня 1509) — державний діяч Великого князівства Литовського, великий канцлер литовський і віленський воєвода з 1492 року, троцький каштелян з 1488 року, намісник новгорудський і белзький з 1488 року, намісник Смоленський.

## Біографія
Син Радзивілла Остиковича, у зв'язку з чим також відомий як Микола Радзивіллович.
До 2 грудня 1481 був намісником Смоленська. Восени 1483 отримав у командування 10 тисяч воїнів для оборони смоленських земель. 31 травня 1488 вперше згадується як каштелян трокський і намісник новгородський. У 1491 став канцлером великим литовським і воєводою віленським; вступив на посаду як наступник Олехни Судимонтовича.
Виконуючи заповіт великого князя Казимира, у 1492 р. забезпечив перехід Великолитовського трону до Олександра Ягеллончика. Виступав за шлюб Олександра з Оленою Іванівною, дочкою великого князя московського Івана III. Був одним з ініціаторів підписання в 1499 нового акту унії між ВКЛ і Польщею. Керував ВКЛ за відсутності в державі великого князя. Згідно із заповітом Олександра сприяв передачі в 1506 Великолитовського трону Сигізмунду I. Створив велику латифундію, яка заклала фундамент могутності роду Радзивіллів.
Був похований в костелі бернардинів Вільнюса.

## Сім'я
Його першою дружиною була дочка Івана Монивидовича Софія Анна, з якою мав чотирьох синів: Альберта, Юрія, Івана (Яна), Миколу і доньку Ганну, яка у 1496 році стала дружиною князя мазовецького Конрада III Рудого.
Другою дружиною була теж Софія Іванівна, донька князя І. Ю. Заславського. 
Третьою — Софія (Феодора) Рогатинська, дочка руського боярина Богдана Рогатинського.

## Портрети

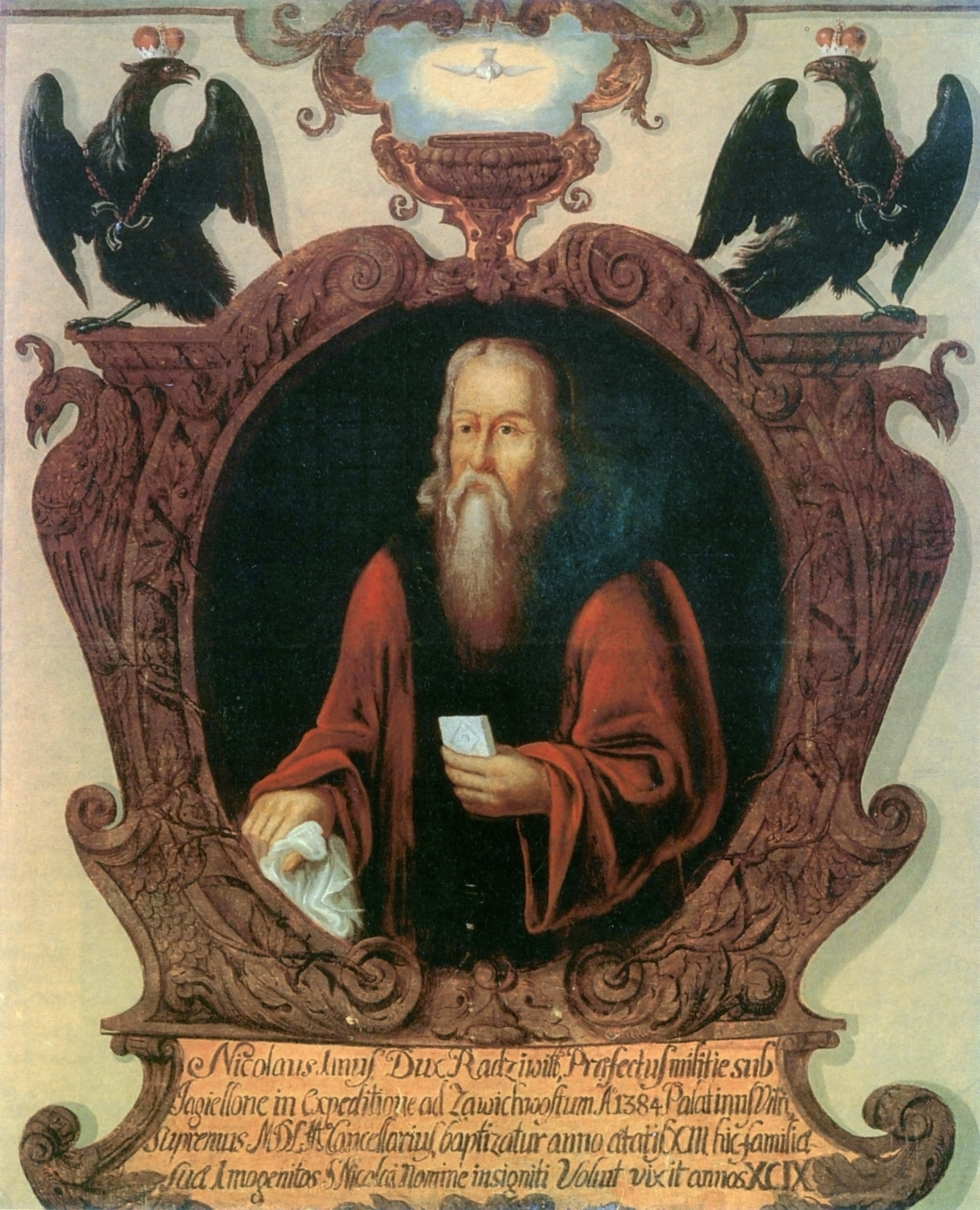
Невідомий художник, кін.XVII-поч.XVIII ст.
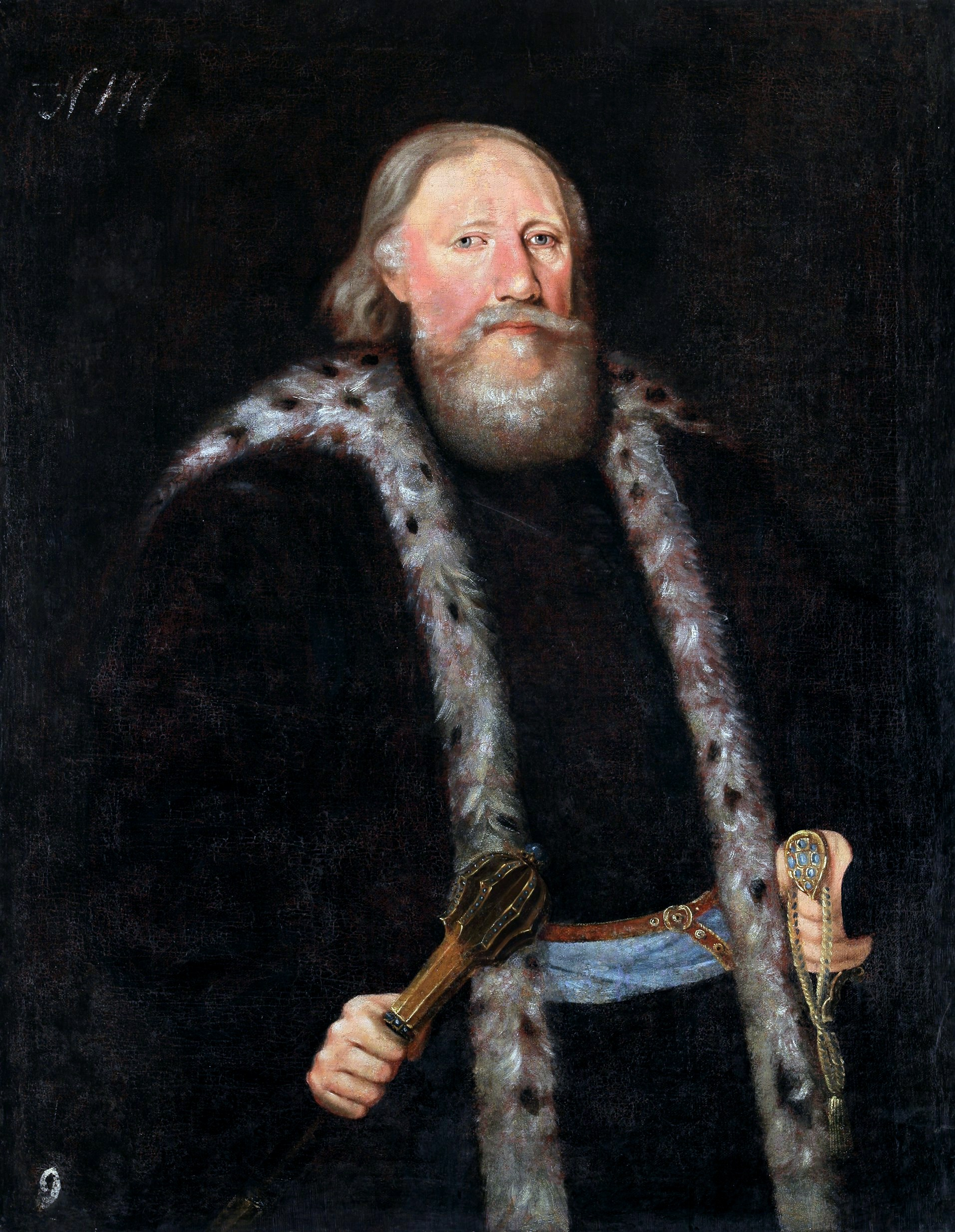
Невідомий художник, XVII ст.